# Vacancy 2: The First Cut
Vacancy 2: The First Cut is een Amerikaanse thriller/horrorfilm uit 2008 onder regie van Eric Bross. De productie is een prequel van Vacancy uit 2007. Mark L. Smith schreef het verhaal van beide delen. Scott G. Anderson ( 'Smith' ) keert als enige acteur uit het eerste deel terug in het vervolg.

## Verhaal

### Inleiding
Een inleidende tekst maakt duidelijk dat na de sluiting van het Pinewood Motel in 2007, de politie er filmopnamen van meer dan 200 moorden vond. Vacancy 2: The First Cut betreft het verhaal van de eerste slachtoffers uit die reeks, in 2004.

### Hoofdlijn
Een net getrouwd stel stopt bij het Meadow View Motel omdat de bruid niet langer kan wachten om het huwelijk te consummeren. Medewerkers Gordon en Reece geven het koppel de sleutel van kamer 6 mee. Hierop blijken verborgen camera's te hangen. De twee kunnen op een monitor de hele vrijpartij van het bruidspaar volgen. Na het vertrek van het koppel meldt een man die zichzelf Smith noemt zich aan de balie. Gordon ziet dat ook hij buiten een vrouw heeft staan en geeft daarom opnieuw de sleutel van kamer 6 mee. Gordon en Reece installeren zich weer achter de monitor en zien dat Smith op de kamer een plastic zeil over het bed legt. Hij vertelt de vrouw daar op haar buik op te gaan liggen. Nadat Smith op haar rug kruipt, haalt hij een mes uit zijn broekband en steekt hij net zo lang op de vrouw in tot ze niet meer beweegt. Daarna rolt hij haar samen met zijn bebloede kleren op in het zeil. Smith wil vervolgens geruisloos vertrekken, maar Gordon en Reece wachten hem voor de deur van de kamer op en slaan hem neer met de kolf van een geweer.
Gordon en Reece laten een vrachtwagenchauffeur die in illegale porno handelt beelden zien van het vrijende bruidspaar. Het aantal exemplaren dat hij van de opname bestelt, valt ze tegen. De chauffeur verklaart dat films als deze niets nieuws meer zijn, waardoor er niet veel vraag naar is. Hij ziet vervolgens dat er bloed aan de kolf van Reeces geweer kleeft en vraagt wat er speelt. Na enig aarzelen laat Gordon hem de beelden van de moord in kamer 6 zien. Ze hebben Smith geboeid in een kamertje opgesloten tot ze besloten hebben wat ze met hem doen. Smith ontkent in eerste instantie de moord, maar geeft toe wanneer hij zich realiseert dat alles in het geheim is opgenomen. Hij stelt voor dat ze hem niet overdragen aan de politie, maar met hem gaan samenwerken aan de productie van snuff-films. De vrachtwagenchauffeur bevestigt dat daar een markt voor is en dat ze er meer mee kunnen verdienen dan met wat ze al deden. Gordon en Reece gaan akkoord.
Caleb en Jessica zijn met de auto vanuit Chicago op weg naar haar ouders op het platteland. Hun vriend Tanner rijdt op de achterbank met ze mee. Om niet midden in de nacht bij Jessica's ouders aan te komen, stoppen ze bij het Meadow View Motel om te overnachten. Caleb en Jessica nemen een kamer voor twee. Ze verzwijgen voor Gordon dat er een derde persoon buiten in de auto zit. Wanneer ze weer naar buiten komen met de sleutel, is Tanner van de achterbank verdwenen. De twee rijden vast naar kamer 6 in de veronderstelling dat hun vriend ze wel achterhaalt. Wanneer ze hem proberen te bellen, merken ze dat ze geen van hun telefoons bereik heeft. Dan meldt Tanner zich zelf door binnen te komen via de deur tussen hun kamer en die ernaast. Hij zag dat daar een raam openstond en is erdoor geklommen. Daardoor hebben ze alsnog twee kamers voor de prijs van één en hoeft Tanner niet op de grond naast het stel te slapen. Gordon ziet op de monitor dat er een derde persoon bij Caleb en Jessica is en blaast de plannen voor het maken van een snuff-film af. Hij vindt dat er een te groot risico is dat er iemand ontkomt en alles aan het licht brengt.
Tanner ziet op de televisie op zijn kamer Jessica en Caleb met elkaar rotzooien. Hij gaat daarom terug naar zijn vrienden om ze te waarschuwen dat ze gefilmd worden. De drie besluiten om meteen te vertrekken om problemen te voorkomen. Gordon ziet op de monitor dat de geheime camera's in kamer 6 zijn ontdekt. Hij geeft Smith daarom alsnog toestemming om de drie te vermoorden, om te voorkomen dat ze naar de politie gaan.
Caleb, Jessica en Tanner komen erachter dat hun auto niets meer doet. Nadat de medewerkers van Meadow View ze met drie andere wagens insluiten en beschieten, vluchten ze terug een motelkamer in. Smith valt die gewapend en gemaskerd binnen. Jessica en Tanner ontkomen door het raam van het toilet, maar Caleb wordt aan zijn voeten terug de kamer ingetrokken en vastgebonden op een stoel. Tanner en Jessica willen hem helpen, maar voor ze iets kunnen doen, zien ze dat Smith Caleb doodsteekt. De twee vluchten daarop samen het bos in.
Tanner en Jessica komen uit bij een huis. Bewoner Otis voelt er weinig voor om ze midden in de nacht binnen te laten, maar zijn vrouw Doris laat ze alsnog toe via de achterdeur. Ze gelooft dat Jessica's angst echt is en draagt haar man op de sheriff te bellen. Even later arriveren Gordon en Smith bij het huis. Otis heeft niet de sheriff gebeld, maar hen. Gordon heeft hem aan de telefoon verteld dat de twee het motel hebben overvallen. Otis gelooft hem, maar Doris vertrouwt het niet. Smith verliest daarop zijn geduld en schiet het echtpaar neer. Tanner en Jessica ontvluchten het huis, maar buiten slaat Reece ze neer. Smith draagt de andere twee op om de dood van het echtpaar op een uit de hand gelopen inbraak te laten lijken.
Wanneer Jessica bij bewustzijn komt, zit ze vastgebonden op een stoel in een motelkamer van Meadow View. Smith gaat naar binnen. Hij besluit haar nog even te tarten voor goede beelden. Wanneer hij dichtbij komt, verrast ze hem door hem in zijn wang te steken. Jessica vlucht opnieuw naar buiten. Ze verstopt zich in de kruipruimte onder de kamer. Hier treft ze de dode lichamen van Caleb en een onbekende man aan en de gemartelde, bijna dode Tanner. Reece komt Jessica zoeken met een mes. Wanneer hij zich de kruipruimte inwerkt, ziet hij haar niet. Ze verrast hem door hem vanonder het lichaam van Caleb met zijn hoofd tegen de onderkant van de motelkamervloer te duwen. Hier steken centimeters lange spijkers uit. Deze boren zich door de duw in de achterkant van Reeces hoofd. Hij sterft. Wanneer Jessica weer bij Tanner gaat kijken, is die gestorven. Ze neemt Reeces geweer mee en verstopt zich opnieuw. Wanneer Gordon aan de oever van het meer staat, schiet ze hem vanuit het water dood. Smith komt Jessica zoeken en vindt haar in de berging van het motel. Tijdens de daaropvolgende worsteling, overgiet ze hem met de inhoud van een blik benzine. Zodra ze kans ziet, steekt ze hem in brand. Smith rent schreeuwend weg. 

### Epiloog
De volgende morgen, daglicht. Jessica loopt op de weg en houdt een auto aan. De bestuurder hiervan brengt haar naar de politie. Op haar aanwijzingen gaan er agenten kijken bij het Meadow View Motel. Ze vinden niets; geen lijken, geen levende personen, geen camera's en geen opnamen. Elders bezoekt de in porno handelende vrachtwagenchauffeur een met brandwonden bedekte Smith. Die laat hem beelden zien waarop hij Tanner martelt. Hij zegt toe dat hij na wat voorbereidingen de productie van de handelswaar weer zal opstarten.

## Rolverdeling
- Agnes Bruckner - Jessica
- Arjay Smith - Tanner
- Trevor Wright - Caleb
- David Moscow - Gordon
- Scott G. Anderson -  'Smith'
- Brian Klugman - Reece
- Beau Billingslea - Otis
- Juanita Jennings - Doris
- Nelson Lee - Bruidegom
- Gwendoline Yeo - Bruid
- David Shackelford - Vrachtwagenchauffeur